# Itzpapalotl Tessera
Itzpapalotl Tessera is een tessera op de planeet Venus. Itzpapalotl Tessera werd in 1985 genoemd naar Itzpapalotl, de Azteekse godin van het lot.
De tessera heeft een diameter van 380 kilometer en bevindt zich in het quadrangle Snegurochka Planitia (V-1).